# Комітопули
Дина́стія Коміто́пули (від грец. Κομητόπουλοι — «сини коміта») — остання династія царів Першого Болгарського царства, представники якої правили з 997 до падіння царства 1018 року.

## Походження династії
Після захоплення Святославом столиці Болгарії Преслава та ув'язнення царя Петра I 970 року, сини коміта провінції Средєц (сучасна Софія) Миколи — Давид, Мойсей, Арон та Самуїл, не претендуючи на царський титул, відмовились визнати верховенство спочатку Русі, а потім, після того як 971 року в Константинополі була проведена символічна церемонія капітуляції Болгарії, відмовились визнавати владу Візантійської імперії. Їхня позиція привабила багатьох болгарських бояр, яким не подобалось візантійське володарювання. У підсумку братам вдалось відстояти незалежність західних та південно-західних областей Болгарії від Візантії. Таким чином виникло Західне Болгарське царство зі столицею в Охриді.
Первинно брати-комітопули правили такими територіями: старший Давид був у Касторії та Преспі, другий Мойсей — в Струмиці, третій Арон — у Софії, четвертий Самуїл — імовірно у Відіні.
У подальших заколотах і конфліктах з Візантією й влахами загинули сам коміт Микола і два його сини Давид і Мойсей. За кілька років Самуїл звинуватив Арона у відносинах з Візантією та державній зраді. 14 червня 976 року в результаті конфлікту між Самуїлом та Ароном поблизу Дупніце відбулась битва, в якій Арон загинув.
977 року брати Борис і Роман втекли з візантійського полону до західної Болгарії. На кордоні через його грецькі одежі, стражники прийняли Бориса за візантійського вельможу і вбили. Самуїл прийняв Романа та визнав його царські права. Формально Самуїл був при царі Романі воєначальником, але насправді вся реальна влада належала Самуїлу, а цар Роман займався тільки життям духовним.
Під час перебування у візантійському полоні цар Роман був кастрований. 997 року він помер, не залишивши спадкоємців. Тільки після цього Самуїл, який упродовж кількох десятиліть керував рештками Болгарського царства, наважився прийняти царський титул, став першим царем останньої династії Першого Болгарського царства.
Візантійському імператору Василію II Болгаробійці, який замінив на троні Іоанна Цимісхія, вдалось перемогти армію царя Самуїла, після чого він наказав засліпити полонених та відправити їх додому. Коли цар Самуїл побачив п'ятнадцять тисяч засліплених болгар, то не витримав цього видовища й помер.
Після Самуїла на Болгарському престолі правили нащадки Самуїла та його брата Арона, допоки 1018 року Західне Болгарське царство не було завойовано остаточно.
У подальшому, вже за часів візантійського володарювання, нащадки комітопулів кілька разів брали участь у різних повстаннях проти Візантії.

## Правителі Болгарії з династії Комітопулів
- Самуїл
- Гаврило Радомир
- Іван Владислав
- Пресіан II
- Петро II Делян